# سفینه قهرمانیه
کتاب سفینه قهرمانیه کتابی است به نثر مسجع آمیخته به نظم، از آثار دوره قاجار نوشته قهرمان خان قهری ملایری (م۱۳۷۲ ه‍.ق). در این کتاب حادثه شگرف و بی نظیر قیام خونین امام حسین و حرکت آن امام از مدینه به طرف کوفه و وقایع روز عاشورای شصت و یک هجری به تفصیل و با کلامی حزین و استوار بیان شده‌است. نثر و شعر این کتاب نمونه ای از آثار خوب دوره بازگشت ادبی است.
در کتاب سفینه قهرمانیه معمولاً هر مجلس با قصیده و تحمیدیه و مناجاتی آغاز می‌شود که متناسب با موضوع آن است و مؤلف در آن نهایت هنر خود را نشان داده و اثری به وجود آورده که آن را می‌توان تالی تلو مناجات نامه خواجه عبدالله انصاری شمرد. برای مثال:
| سپهرازکینه جوئی باز طرح دیگر اندازد     |  | دراینخاکی سراغوغای شور محشر اندازد  |
| محیل آل سفیانرا بروی تخت بنشاند         |  | سلیل آل احمد را بزیر خنجر اندازد    |
| گلو چاک و دریده فرق از پیکان و از شمشیر |  | بدشت نینوااکبر بروی اصغر اندازد     |
| عروسانرازخلخال سلاسل دست و پا بندد      |  | زنان رادرحضور خلق معجر از سر اندازد |
| شهیدانرابخاک تیره از خاشاک تن پوشد      |  | جوانانرا بخون اندر کنار مادر اندازد |

...
بهترین وسیلهٔ که دست آویز سالکان مسلک تحقیق تواند شد، حمد خداوندیست که لشگرکش اراده اش علمداران سرو و صنوبر را در جیش گلستان بشقه‌های حریر اخضر مطرز ساخته و میرآ ب حکمش سقّایان ابربهاری را بدفع تشنگی اطفال چمن با مشک پرآب بکار انداخته، شهیدی را شهد محبتش چنان بوجد آورده که لب تشنه از فرات بگذرد، و دلیری را کمند شوقش چنان دست و پا بندد که دو دسته لباس شهادت به برکند، بی انبازی که با همه بی‌نیازی برق آه محبّین را بگنجور قبول سپارد و پیک نالهٔ مشتاقین را در خلوت قرب بحضور آرد، مبارزان معارک ابتلایش کوه بلا را بکاهی نسنجند، و یکه تازان عرصهٔ امتحانش هزار تیغ برسر خورده و نرنجند، سلسلهٔ بندگیش سلاطین جهانرا موجب عزّت و افتخار و ربقهٔ اطاعتش پیمبرانرا باعث شرف و اعتبار پرتو انوار جلالش از غایت ظهور ناپیدا، و آثار قدرتش در همهٔ ذرات عا لم ظاهر و هویدا، واغفلتا اگر کسی بی یادش نشیند وواخجلتا اگر دلی جز مهرش گزیند، که این خسرانی عظیم در قفاست و آن را عذابی الیم در جزا و بعد صلوات زاکیات ودرود بلا نهایات بر آن صاحب آیات باهرات خلاصهٔ موجودات و اشرف کاینات و اهلبیت طاهرات اوباد، که پایهٔ بندگی را بمقامی نهادند که پایهٔ نشناسان معارج عبودّیت در کار ایشان بشک افتاده و از سلسلهٔ بشر خارج دانستند.